# Pardulphe de Guéret
Pardulphe (saint Pardoux, Sanctus Pardulfus, du francique Pardwulf, pard = hache et wulf = loup), né en 658 à Sardent (aujourd'hui dans la Creuse en France), mort entre 737 et 743, était abbé de l’abbaye de Guéret.
On le fête le 6 octobre.

## Historique
C'est au VIIe siècle que Lantarius, comte de Limoges, persuada le moine Pardulphe (ou saint Pardoux) de rejoindre son domaine rural de Waractum. Pardulphe, jusqu'alors ermite réputé pour ses pouvoirs de thaumaturge, y devint abbé d'une abbaye autour de laquelle un village se construisit. L'ensemble fut rasé par les Vikings au IXe siècle, mais une modeste cité y fut reconstruite, donnant naissance à Guéret.
L’abbaye de Guéret est à l'origine de la Maison Saint-Pardoux à Guéret.

## Légende

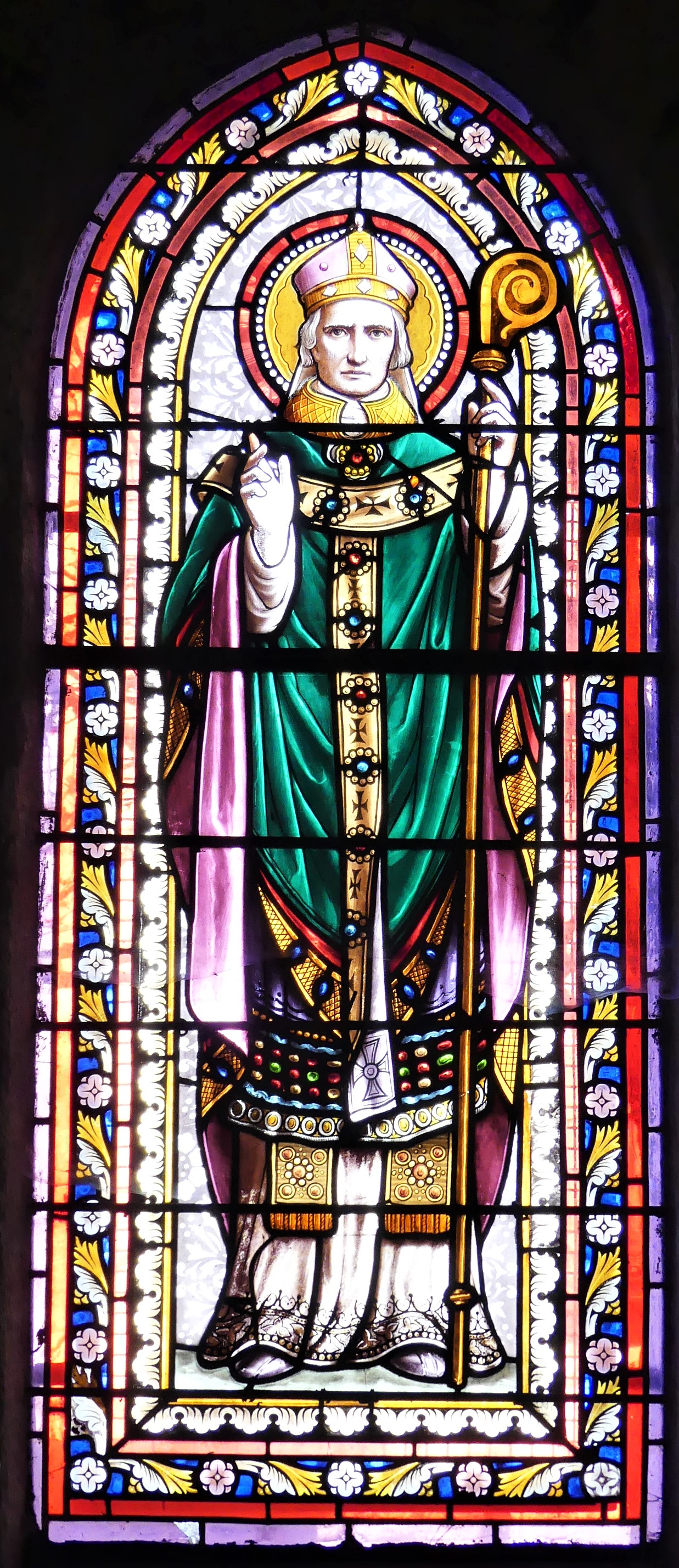
Vitrail représentant saint Pardoux, à Bugeat.

Plusieurs vitae ont été conservées, mais la source principale de la légende est dans les Acta Sanctorum des Bollandistes. Fils de paysans, Pardulphe reçoit une branche sur la tête dans son enfance, ce qui le rend momentanément aveugle, mais surtout le transforme moralement. Il se fait dès lors remarquer par sa grande charité. Plus tard, il se signale par des guérisons miraculeuses, dont celle du conseiller du duc d’Aquitaine Regnaricus, qui avait mangé des cèpes qui s’étaient coincés dans son gosier ; parrain de l’enfant d’un certain Leodulphus de Bourges, le berceau se balance tout seul quand il le faut. Cela n’empêchera pas l’enfant de mourir, mais la protection de Pardulphe épargne à la maison de ses parents d’être détruite par le gigantesque incendie, allumé par les Francs, qui ravage la ville en 743. Une statue et une peinture dans l’église de Gimel-les-Cascades (Corrèze), rappellent ce fait.

## Culte
Le culte de saint Pardoux se développe à partir du Xe siècle dans le diocèse de Limoges. Il ne figure pas dans le martyrologe romain, mais il est présent dans les plus anciens martyrologes limousins.
Vingt-deux communes françaises, réparties dans neuf départements, portent ou incluent le toponyme Saint-Pardoux, principalement en Creuse et en Corrèze. De nombreuses églises et chapelles lui ont été dédiées, surtout dans ces départements et les départements limitrophes.